# Föderation für ein demokratisches China
Föderation für ein demokratisches China (FDC, 民主中国阵线) ist eine weltweite politische Organisation, die sich für die Demokratisierung und Menschenrechte Chinas einsetzt. Nach dem Tian’anmen-Massaker  wurde sie von Wan Runnan, Liu Binyan, Wu’er Kaixi und Yan Jiaqi, am 22. September 1989 in Paris, Frankreich gegründet.
Die Vereinigung FDC ist eine Dachorganisation und hat Mitglieder auf der ganzen Welt, sogar auf dem chinesischen Festland. Aktive Mitglieder befinden sich in Hongkong, Taiwan, Kanada, den USA, Australien, Neuseeland, Großbritannien, Frankreich, Deutschland, Japan, Thailand und in anderen europäischen und asiatischen Ländern.